# Renzo Bariviera
Renzo Bariviera, né le 16 février 1949, à Cimadolmo, en Italie, est un ancien joueur italien de basket-ball. Il évolue durant sa carrière au poste d'ailier.

## Palmarès
- 3e du championnat d'Europe 1971, 1975
- Coupe d'Europe des clubs champions 1982, 1983
- Coupe des coupes 1971, 1972, 1979, 1981
- Coupe Korać 1985
- Coupe intercontinentale 1982
- Champion d'Italie 1972, 1981, 1985, 1986
- Coupe d'Italie 1986